# レクサス・LM
LM（エルエム、Lexus LM）は、トヨタ自動車が展開する高級車ブランドレクサスが販売しているFセグメント高級ミニバンである。製造はトヨタ車体いなべ工場が担当している。
日本国内では2023年10月19日に2代目モデルが導入された。

## 概要
レクサス初のミニバンであり、セダンのLS、クーペのLC、SUVのLX、ヨットのレクサスLYに次ぐ5番目のフラッグシップモデルでもある。
トヨタブランドから発売されているアルファード/ヴェルファイアとボディシェルを含めたプラットフォームとエンジンミッションを共有する兄弟車種であるが、細部にわたる設計や品質は、吸音材の違いによる静粛性の差異や内外装の製造基準など、全般においてLMの方が高い。

## 初代 AH30型（2020年 - 2023年）
- 2019年4月に開催された上海モーターショー2019 で世界初公開し、「LM350」と「LM300h」の2グレードを発表。
- 2019年6月には、特許庁（日本）に「LM350」「LM300h」を商標出願している。
- 2020年2月24日に中国市場で発売された他、インド市場でも150～200台限定で「LM300h」が販売される予定[4]。

### グレード
現在中国ではLM300hの7人乗りと4人乗りの2グレード構成で販売されている。両者の外観に差はなく、内装によって差別化されている。

#### LM300h 七座雋雅版
アルファード、ヴェルファイアの「Executive Lounge」に相当する装備をもったグレード。2+2+3の7人乗り。価格は116万6000元（約1800万円）。

#### LM300h 四座御世版（Emperor Suite）
アルファード、ヴェルファイアのモデリスタコンプリート車「Royal Lounge」に相当する装備を持ったグレード。しかし、「Royal Lounge」の液晶ディスプレイが24インチであるのにに対し、こちらは26インチであり、専用設計となっている。2+2の4人乗りで、7人乗りグレードとの大きな違いは前後席間にパーテーションが装備されている点である。また、パーテーションには先述の液晶ディスプレイや前後席連絡用の窓、サウンドシステムなどが装備されている。前後席連絡用の窓は、スイッチ操作でスモークをかけることが出来る他、開閉できる。
価格は146万6000元（約2200万円）。

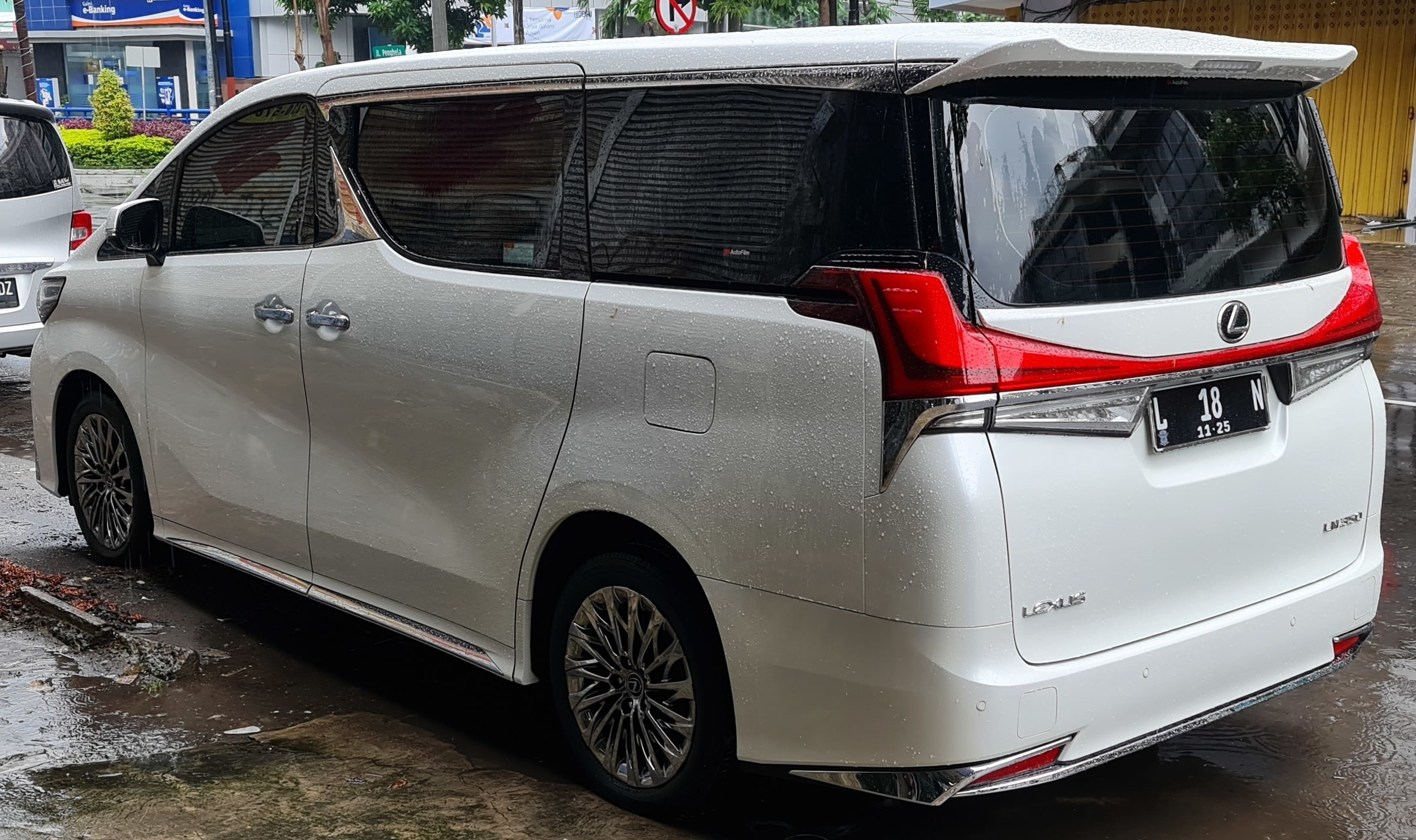
LM 350
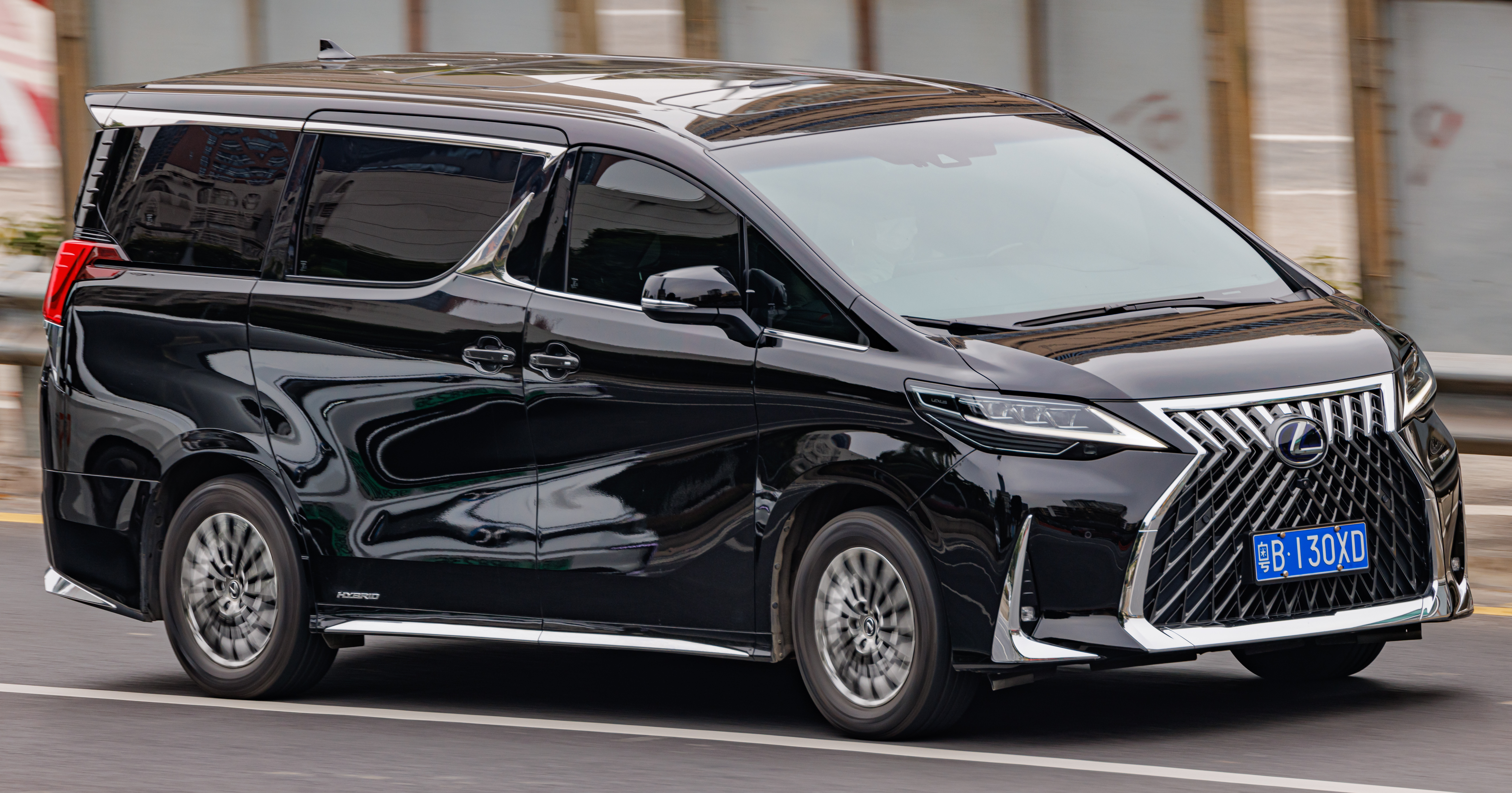
LM 300h中国仕様
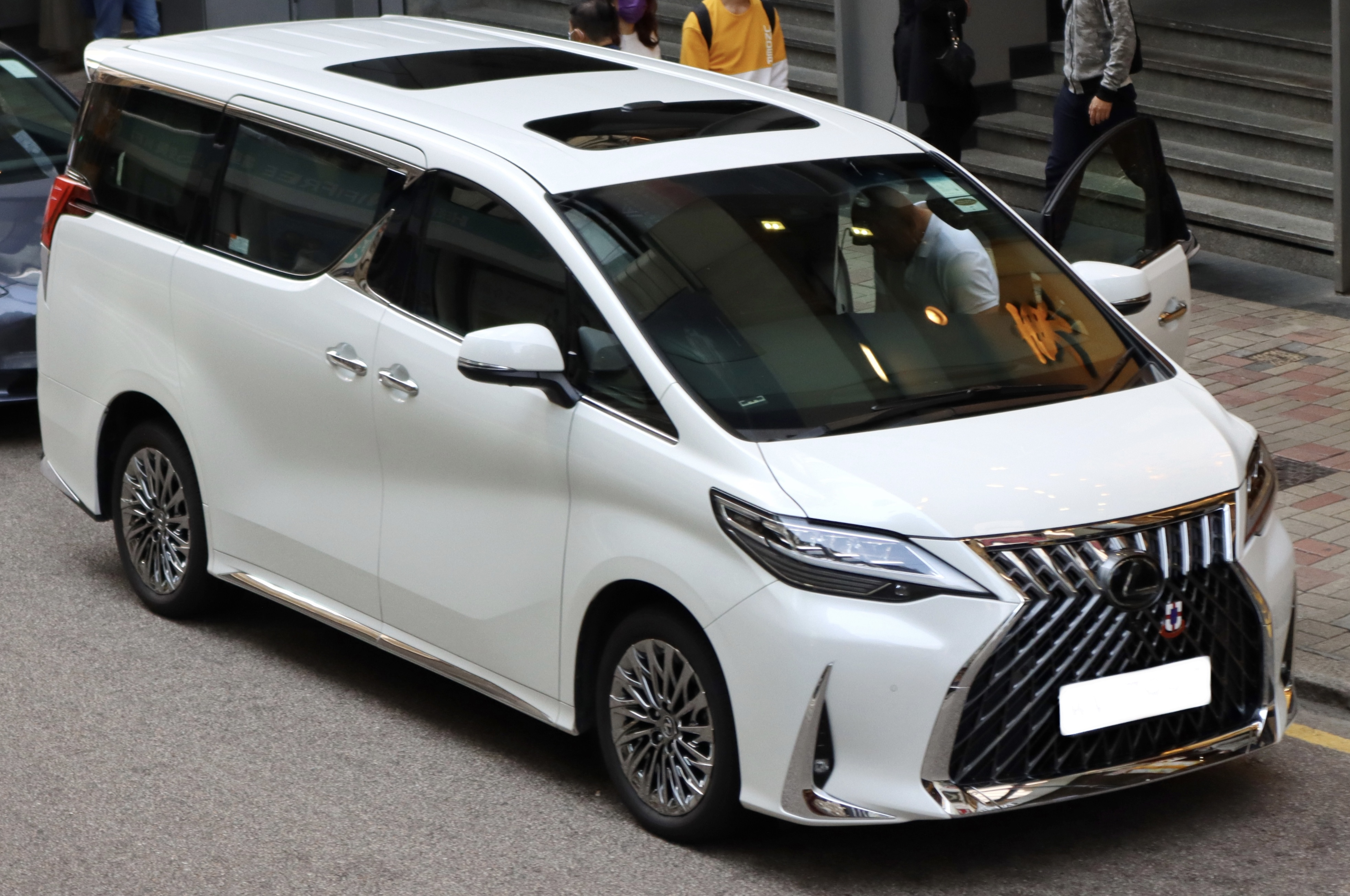
LM 350香港仕様

## 2代目 AW10型（2023年 - ）
2023年4月18日に上海モーターショーで2代目のプロトタイプが世界初公開された。販売地域が中国や台湾、東南アジアやインド等に限定された初代モデルとは異なりグローバル市場に導入され、日本市場へは同年秋に導入されることが発表された。
同年10月19日に日本仕様が正式発表された（同日より注文受付開始、12月下旬頃発売）。当初、日本仕様はインタークーラーターボ付の2.4LダイナミックフォースエンジンであるT24A-FTS型に、6速ATに変更されたトランスミッションとモーターを一体化したフロントユニット、高出力モーター「eAxle」を搭載したリアモーターで構成されたハイブリッドシステムを備え、四輪駆動システム「DIRECT4」を採用した4人乗り仕様のLM500h"EXECUTIVE"のみだったが、2024年5月9日に6人乗りの"version L"が設定された。
このモデルでは、ほかの次世代LEXUS車（NX・LX・RX・RZ・LBX）と同様に紙カタログではギャラリーのStyles、グレードや装備・スペックのみ掲載するSelections、簡易的な掲載のLexus Dealer Optionの3部構成になり、その他の詳細などはホームページで見る形式になった。
2025年7月17日に日本仕様の一部改良を発表（8月1日発売）。リアタイヤからのロードノイズやバックドアからの振動音の軽減を図るため、リアホイールハウスやバックドアまわりに制振材や吸音材を追加・拡大。また、各種室内照明の上限が上がった。
LM500h"EXECUTIVE"
初代の4人乗り仕様同様に、リア席前方に大型ワイドディスプレイと一体となったパーティションが装備されているが、2代目ではワイドディスプレイが48インチに大型化。リアシートエンターティンメントシステムが備わり、画面表示はセンター1画面（シングル）、左右2画面（ダブル）、横長1画面（フルスクリーン）の切り替えが可能。ディスプレイの下には中央に冷蔵庫、左右にグローブボックスが装備されるほか、左右サイドにはアシストグリップやシューホーン/傘立ても配置されている。
2025年7月の一部改良では、上記の内容に加え、スイッチ類を従来のリアオーバーヘッドコンソールからリアセンターコンソールへ移動され、リアセンターコンソールにはスマートフォンや小物などを置くためのトレイを新設。スイッチの移動に伴い、リアオーバーヘッドコンソールにはダウンライトが新たに設けられた。
ボディカラーはソニッククオーツ、ソニックチタニウム、グラファイトブラックガラスフレーク、ソニックアゲートの4色を設定。内装色はサテンカッパーの内装加飾が施されたソリスホワイトとサテンシルバーの内装加飾が施されたブラックの2色が設定される。
価格は発売当初税込2,000万円だったが、2025年7月の一部改良に伴って10万円値上げされ、税込2,010万円となった。
LM500h "version L"
2024年5月に追加された6人乗りグレード。価格は、"EXECUTIVE"に比べ税込1,500万円と大幅に安くなっている。リアシートエンターティンメントシステムが割愛された代わりに、マルチポジションスペースアップシートを3列目に採用。3列目のシート素材も前席シートと同じセミアニリン本革を使用している。バックドア開口部にはセカンドシート操作スイッチを設定し、操作してシートを動かすことで干渉させること無く3列目シートを跳ね上げ、ラゲージスペースを拡大することができる。